# 小行星7218
小行星7218（7218 Skácel）是一颗围绕太阳公转的小行星。1979年9月19日，雅羅斯拉夫·克維托（Jaroslav Květoň）在克萊季发现了此天体。
这颗小行星的绝对星等为54.60376197313433等。